# این زندگی نیست
این زندگی نیست (ترکی استانبولی: Yaşamak Bu Değil) یک فیلم ترکیه ای محصول سال ۱۹۸۱ به کارگردانی تمل گورسو و با بازی ابراهیم تاتلیسس است.